# Major Basketball League Malaysia
La  Major Basketball League Malaysia (MLB), in origine conosciuta con il nome di Malaysia Pro League (MPL)  è la massima divisione professionistica di pallacanestro in Malaysia. Il torneo, organizzato dalla Federazione cestistica della Malaysia, è posto sotto l'egida della FIBA Asia. La competizione si tiene con cadenza annuale, da novembre a gennaio, e vede la partecipazione di 6 squadre.

## Storia
Dopo il termine della stagione sportiva 2013 la Malaysia National Basketball League, competizione che aveva rappresentato il massimo campionato di basket in Malaysia fin dal 1981, smise di operare a causa della difficoltà nell'attirare nuove squadre e sponsor.
Nel 2017, a distanza di quattro anni dall'ultima volta che si era svolto un campionato nazionale di pallacanestro nel Paese, nacque una nuova lega che assunse il nome di Malaysia Pro League (MPL); alla stagione inaugurale della nuova competizione presero parte 6 squadre ma, dopo due sole edizioni svolte (2017 e 2019), venne sospesa a causa della pandemia di COVID-19.
Nel 2022, dopo due anni di pausa forzata, la competizione riprese ma la sua denominazione cambiò in  Major Basketball League Malaysia (MLB), mentre il numero delle squadre rimase invariato a sei.

## Squadre partecipanti
Un totale di dodici squadre prendono parte alla competizione per l'edizione 2024.
| Adroit                | Singapore    |
| Johor Southern Tigers | Johor Bahru  |
| KL Aseel              | Kuala Lumpur |
| Matrix Deers          | Seremban     |
| Penang Sunrise        | Penang       |
| Rising Star           | Kuala Lumpur |

## Albo d'oro
| Stagione | Campione                                      | Secondo Posto                                 |                         |
| -------- | --------------------------------------------- | --------------------------------------------- | ----------------------- |
| 2017     | Farmco Touch Up                               | KL Dragons                                    |                         |
| 2018     | Competizione non svolta                       | Competizione non svolta                       | Competizione non svolta |
| 2019     | Farmco Touch Up                               | Matrix Deers                                  |                         |
| 2020     | Cancellata a causa della Pandemia di COVID-19 | Cancellata a causa della Pandemia di COVID-19 |                         |
| 2021     | Cancellata a causa della Pandemia di COVID-19 | Cancellata a causa della Pandemia di COVID-19 |                         |
| 2022     | Matrix Deers                                  | Johor Southern Tigers                         |                         |
| 2023     | Matrix Deers                                  | Johor Southern Tigers                         |                         |
| 2024     | Matrix Deers                                  | Johor Southern Tigers                         |                         |
| 2025     | Johor Southern Tigers                         | Penang Sunrise                                |                         |

## Titoli per squadra
| Team                  | Vittorie | Finali | Totale | Anni vittorie    | Anni Sconfitte   |
| --------------------- | -------- | ------ | ------ | ---------------- | ---------------- |
| Matrix Deers          | 3        | 1      | 4      | 2022, 2023, 2024 | 2019             |
| Farmco Touch Up       | 2        | 0      | 2      | 2017, 2019       |                  |
| Johor Southern Tigers | 1        | 3      | 4      | 2025             | 2022, 2023, 2024 |
| KL Dragons            | 0        | 1      | 1      |                  | 2017             |
| Penang Sunrise        | 0        | 1      | 1      |                  | 2025             |